# Rich Yonakor
Richard Robert Yonakor, detto Rich (Euclid, 3 ottobre 1958 – 3 marzo 2022), è stato un cestista statunitense, professionista in Italia e nella NBA.

## Carriera
Venne selezionato dai San Antonio Spurs al terzo giro del Draft NBA 1980 (61ª scelta assoluta).